# MGM Movie Channel
MGM Movie Channel is een televisiezender. Het kanaal zendt 24 uur per dag films uit van Metro-Goldwyn-Mayer. De versie voor Nederland en Vlaanderen werd van vrijdag 14 september 2007 tot en met dinsdag 4 november 2014 gedistribueerd voor digitale televisie via het Digital Media Center van Chellomedia in Amsterdam. De films hadden sinds de overgang van signaal in deze gebieden Nederlandse ondertiteling en promo's. Daarvoor kwamen ook in Nederland en Vlaanderen de versies voor de Engelstalige markt binnen.
MGM Movie Channel werd op 5 november 2014 vervangen door AMC. Dit vanwege een overname van de zender door AMC Networks. Alleen in de Verenigde Staten, Canada en Duitsland bleef MGM Channel bestaan.

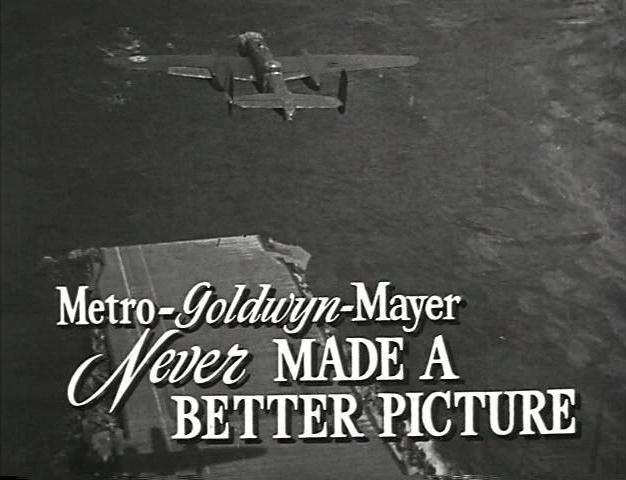
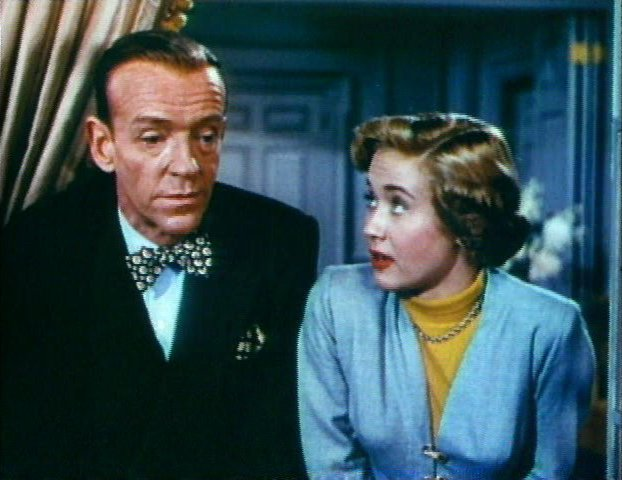
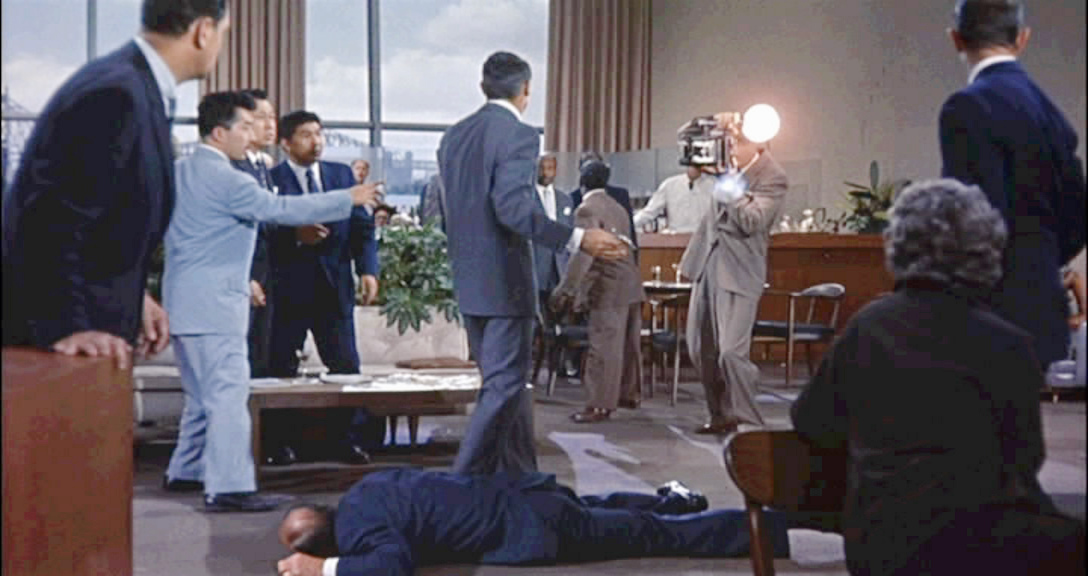
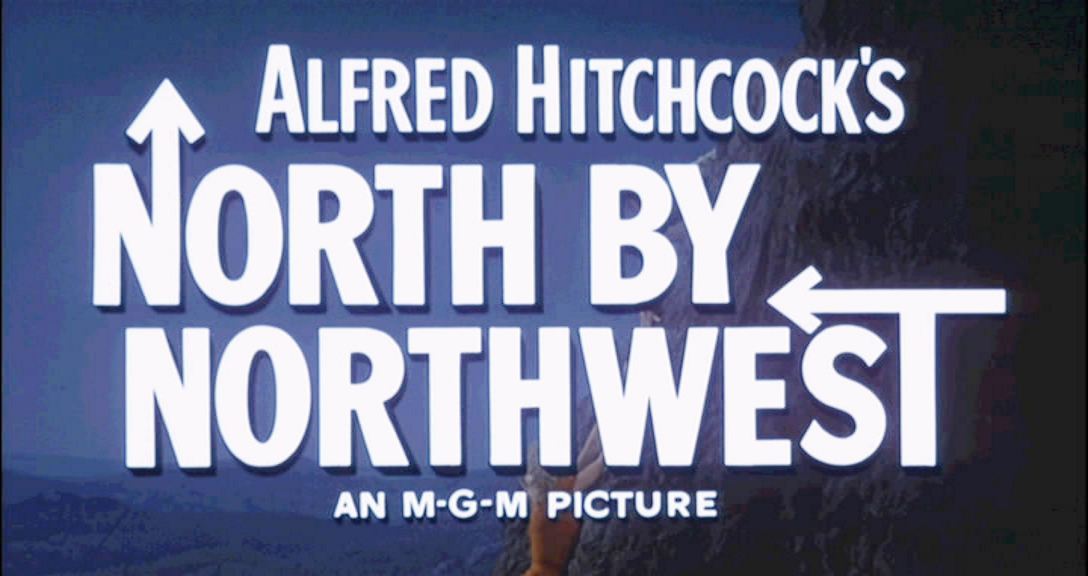

## Link met Turner Classic Movies
De programmering van MGM Movie Channel overlapt regelmatig met die van Turner Classic Movies (TCM). TCM's eigenaar Ted Turner bezat in 1985 namelijk 74 dagen MGM, om het vervolgens weer te verkopen. Daarbij behield hij niettemin uitzendrechten van een groot deel van het MGM-aanbod.